# アルテシア (カリフォルニア州)
アルテシア（Artesia）は、アメリカ合衆国カリフォルニア州のロサンゼルス郡にある都市。人口は1万6395人（2020年）。ロサンゼルスの郊外都市である。北にノーウォーク、南にセリトスが隣接している。

## 地理
- 市域は、4.1 km2で非常に小さい。

## 名所
- リトルインディア：市内のインド人街。2020年アメリカ合衆国国勢調査によれば、市の人口の43パーセントはアジア系アメリカ人である。
- アルテシア給水塔：現在は使われていないが街のランドマークとして保存されている。

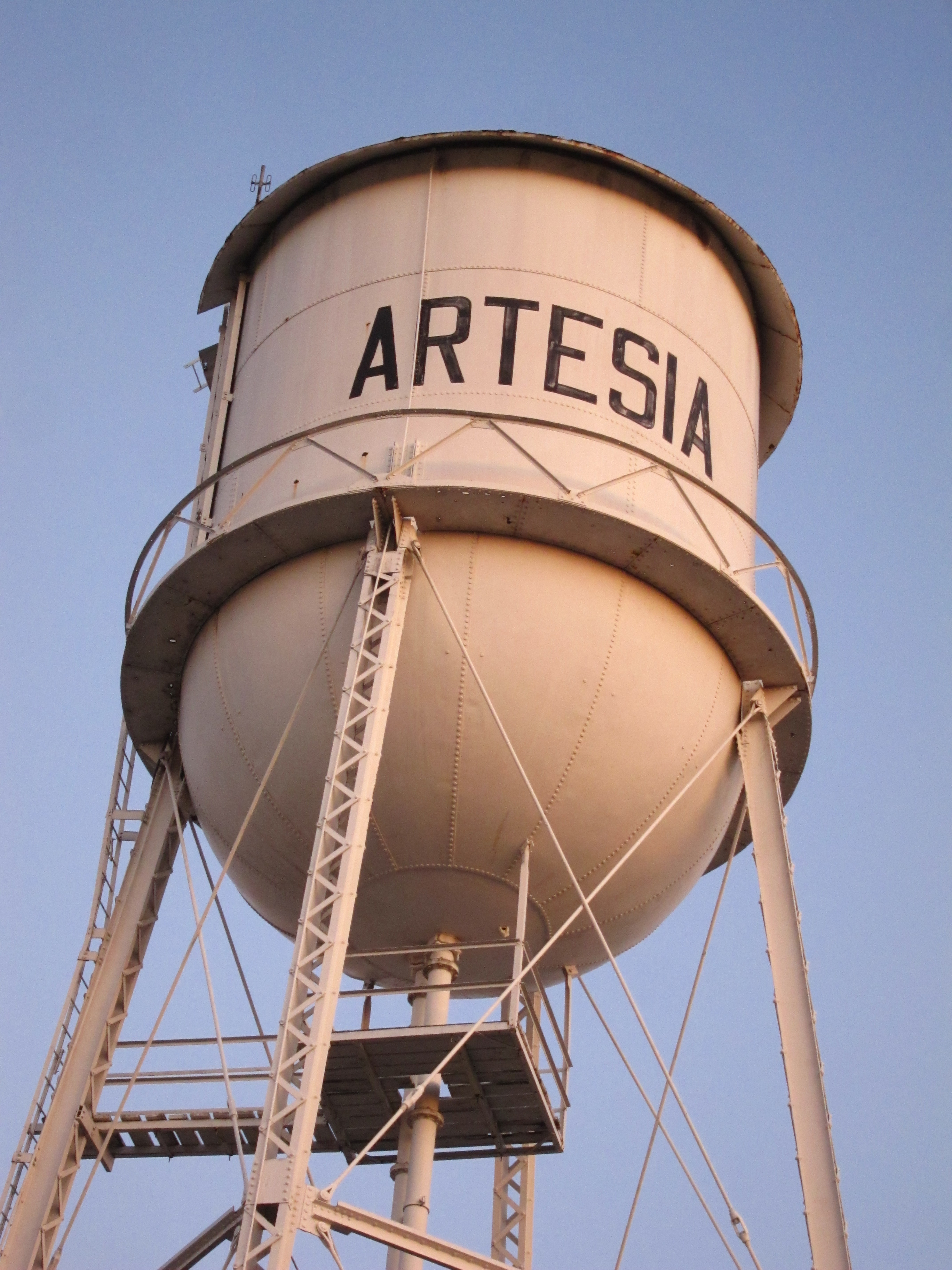
アルテシア給水塔

## 教育
- ニエメス小学校
- エリオット小学校
- フェイ ロス中学校
- ルーサーバーバンク小学校
- チャリスマ高校
- アルテシア高校（レイクウッドに）